# Psathyrotopsis
Psathyrotopsis är ett släkte av korgblommiga växter. Psathyrotopsis ingår i familjen korgblommiga växter.
Kladogram enligt Catalogue of Life:
| Psathyrotopsis | \| \| Psathyrotopsis hintoniorum \| \| \| \| \| \| Psathyrotopsis purpusii \| \| \| \| \| \| Psathyrotopsis scaposa \| \| \| \| |
|                | \| \| Psathyrotopsis hintoniorum \| \| \| \| \| \| Psathyrotopsis purpusii \| \| \| \| \| \| Psathyrotopsis scaposa \| \| \| \| |
|                | Psathyrotopsis hintoniorum |
|                | |
|                | Psathyrotopsis purpusii |
|                | |
|                | Psathyrotopsis scaposa |
|                | |